# Pont d'Ardres
Pont d'Adres is een gehucht op de grens van de Franse gemeenten Ardres en Les Attaques in het departement Pas-de-Calais. Het gehucht ligt aan het Canal de Calais, vier kilometer ten noorden van de stadskern van Ardres en drie kilometer ten zuidwesten van het dorpscentrum van Les Attaques. Het Canal de Calais kruist er het kanaal van Ardres naar Guemps, waarvan de tak naar Ardres Canal d'Ardres heet, de tak naar Guemps Canal des Trois Cornets.

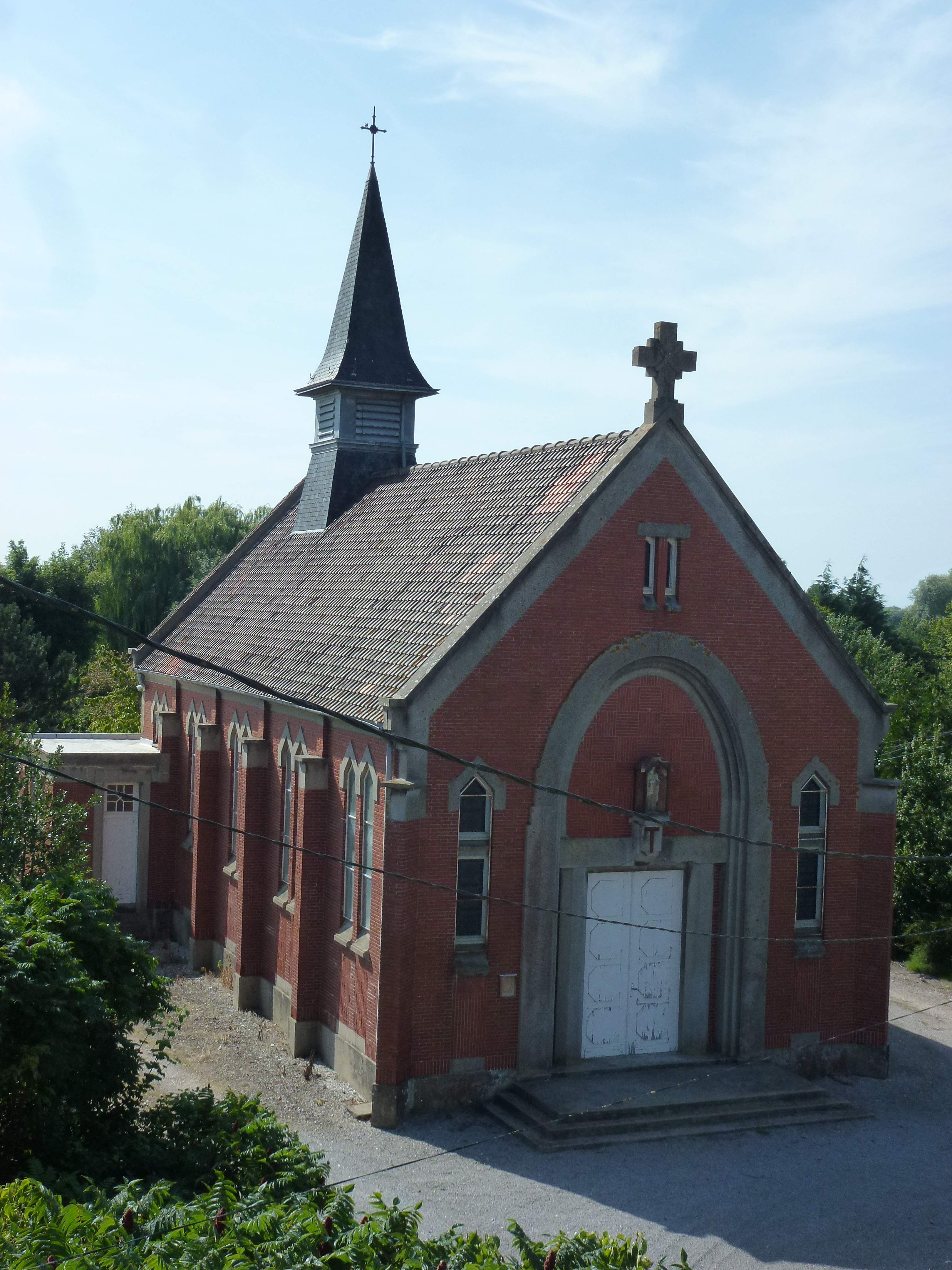
Église Sainte-Thérèse

## Geschiedenis
In 1681 werd beslist een korte, rechtstreekse waterweg te voorzien tussen Calais en Sint-Omaars, en het Canal de Calais werd hier gegraven. Het kanaal kruiste hier in rechte hoek het kanaal van Ardres naar Guemps. Tussen 1749 en 1752 bouwde men dwars over deze kruising een brug. Twee wegen staken hier diagonaal de kanalen over en kruisten er elkaar: de brug zelf vormde zo ook een kruispunt, bereikbaar van vier kanten vanop de vier oevers. Op de 18de-eeuwse Cassinikaart is de plaats aangeduid als Pont à 4 Branches. Op kaarten uit het begin van de 19de eeuw werd de plaatsnaam Pont Sans Pareil weergegeven.
In 1849 opende hier het spoorwegstation Pont d'Ardres. Dit station en de vestiging van de suikerfabriek Delory-Say zorgden voor de ontwikkeling van het gehucht. Van 1938 tot 1940 werd een kerkje opgetrokken.

## Bezienswaardigheden
- De Église Saint-Thérèse